# Friedrich Kneule
Friedrich Kneule (* 18. Dezember 1900 in Feuchtwangen; † 12. Oktober 1983) war ein deutscher Ingenieur und Hochschullehrer.

## Leben
Nach dem Abitur an einem humanistischen Gymnasium im Jahr 1919 studierte Friedrich Kneule von 1920 bis 1924 Maschinenbau an der Technische Hochschule (TH) München. Von 1925 bis 1928 war er Regierungsbauführer bei der Deutschen Reichsbahn. Von 1929 bis 1933 arbeitete er in Augsburg als Dieselmotoren-Konstrukteur bei der M.A.N. Im Jahr 1933 wechselte Kneule an die TH München, wo er als Assistent im Laboratorium für Wärmekraftmaschinen tätig war. Im Jahr 1937 wurde er zum Doktoringenieur promoviert und zum Oberingenieur im Institut für Chemische Technologie und Mineralölforschung an der TH München ernannt. Mit der Habilitation im Jahr 1940 erhielt Kneule die Lehrbefugnis für chemischen Apparatebau, Wärmetechnik und Kraftstoffkunde an der TH München. Von 1943 bis 1946 leitete er das Institut für Chemische Technologie und Mineralölforschung an der TH München kommissarisch. Im Jahr 1953 wurde er zum außerordentlichen Professor für Verfahrenstechnik an der TH München ernannt. Vier Jahre später folgte die Ernennung Kneules zum Direktor des Laboratoriums für thermische Grundverfahren der TH München. Im Jahr 1960 wurde er zum ordentlichen Professor für Verfahrenstechnik an der TH München ernannt. Von 1963 bis 1967 wirkte er als Fachgutachter der Deutschen Forschungsgemeinschaft im Bereich Verfahrenstechnik.
Friedrich Kneule war Mitglied (Mitgliedsnummer: 30052) des Vereins Deutscher Ingenieure (VDI) und im Bezirksverein München, Ober- und Niederbayern des VDI aktiv.  Von 1953 bis 1957 war er sowohl Leiter des Arbeitskreises „Verfahrenstechnik“ als auch stellvertretender Vorsitzender des Bezirksvereins. Von 1964 bis 1980 saß Kneule dem Fachausschuss „Mischvorgänge“ in der Verfahrenstechnischen Gesellschaft (VTG) im VDI vor und war Mitglied des Beirats der VTG. Von 1965 bis 1968 war er Vorstandsmitglied der Akademischen Gesellschaft in München.

## Auszeichnungen
- 1966: VDI-Ehrenmünze in Gold
- 1979: Ehrenmitgliedschaft der DECHEMA
- 1980: Arnold-Eucken-Medaille der Forschungsgesellschaft Verfahrenstechnik (GVT)

## Schriften (Auswahl)
- Beitrag zur Erforschung des Verbrennungsvorganges im schnellaufenden Dieselmotor. Dissertationsschrift. VDI-Verlag, Berlin 1938.
- Das Trocknen. Sauerländer, Aarau/Frankfurt am Main 1959 (erschien 1968 in einer zweiten und 1975 in einer dritten Auflage sowie unter anderem in spanischer und französischer Sprache).